# Here And Now (canción)
«Here And Now» es un sencillo del actor y cantautor canadiense Drew Seeley.

## Información
La canción fue lanzada a finales de abril de 2013 para promocionar la película del 2013 de la cadena ABC Family, Lovestruck: The Musical, donde Drew Seeley y Chelsea Kane son los protagonistas. La canción fue incluida como una pista adicional en la banda sonora de dicha película.
La canción fue compuesta por Seeley y Justin Gray, y producida por este último.

"Es sólo un video lírico pero es para una canción que es un bonus track en la banda sonora de 'Lovestruck' llamada 'Here And Now'. Es algo que escribí con my amigo Justin Gray, quien además produjo mi álbum, The Resolution. Así que va a estar en mi cuenta en YouTube y en mi sitio web si alguien gusta checarlo." (It’s just a lyric video but it’s for a song that is a bonus track on the “Lovestruck” soundtrack called “Here And Now.” It’s something that I wrote with my buddy Justin Gray, who also produced my whole album, “The Resolution.” So it’s gonna be up on my YouTube page and my website if anybody wants to check it out).
Drew Seeley

## Lista de canciones
| Descarga digital |                |          |  |
| N.º              | Título         | Duración |  |
| 1.               | «Here And Now» | 2:55     |  |

## Video
No se lanzó un video oficial. En cambio, el 15 de abril de 2013 Seeley lanzó un video lírico en su cuenta oficial en YouTube, el cual fue creado por Camilla Stormont y Niklas Holst.